# Marija Jovanović
Marija Jovanović (n. 26 decembrie 1985, în Podgorica, Muntenegru) este o jucătoare de handbal din Muntenegru care evoluează la echipa de handbal CS Oltchim Râmnicu Vâlcea și pentru echipa națională de handbal feminin a Muntenegrului. A făcut parte din echipa națională a Muntenegrului la Campionatul European de Handbal Feminin din 2010. Muntenegru s-a clasat pe locul 6, iar Jovanović a fost pe lista marcatoarelor turneului, cu 31 de goluri marcate.
În 2012, ea a obținut, alături de coechipierele ei, medalia de argint la Jocurile Olimpice de vară din 2012 și medalia de aur la Campionatul European de Handbal Feminin din Serbia.

## Performanțe
- Cupa Cupelor - 2006-2010
- Liga regională de handbal feminin: câștigătoare în 2010 și 2011, medalie de argint în 2009
- Campionatul Național din Muntenegru: 2006, 2007, 2008, 2009, 2010 și 2011
- Cupa Muntenegrului: 2006, 2007, 2008, 2009, 2010 și 2011
- Supercupa României: 2011
- Medalia de argint la Jocurile Olimpice 2012
- Medalia de aur la Campionatul European 2012